# Домен короля Франції

Королівський домен Французького королівства (блакитним) за часів короля Гуго Капета (987 рік)

Королівський домен (фр. domaine royal від лат. dominium) або коронні землі Французького королівства — феодальний домен (землі, феоди та права), яким безпосередньо володіли королі Франції. Хоча цей термін згодом став позначати територіальну одиницю, королівський домен спочатку стосувався мережі «замків, сіл і маєтків, лісів, міст, релігійних споруд і єпископств, а також прав здійснювати правосуддя та збирати податки та збори», які фактично належали королю або знаходились під його управлінням. З точки зору території, до правління Генріха IV Бурбона королівський домен охоплював не всю територію Французького королівства, і протягом більшої частини Середньовіччя значні частини королівства були прямими володіннями інших феодалів.
У X та XI століттях перші Капетинги, що стали королями Франції, були одними з найменш могутніх великих феодалів Франції з точки зору володіння територією. Поступово, шляхом використання феодального права (і, зокрема, конфіскації ленів у непокірних васалів), завоювань, анексій, вмілих шлюбів зі спадкоємицями великих ленів і навіть купівлею, королі Франції змогли відчутно збільшити королівський домен. За часів Філіппа IV значення «королівський домену» почало переходити від простого набору земель і прав до фіксованої територіальної одиниці, а до XVI століття «королівський домен» почав збігатися з усім Французьким королівством. Однак середньовічна система апанажу (поступка сувереном феода з правами на землю своїм молодшим синам, який повертається до корони після вимирання чоловічої лінії первісного власника) відчужила великі території від королівського домену та іноді створювали королю Франції небезпечних суперників (таких, як Бургундське герцогство з XIV по XV століття).
Під час Релігійних війн відчуження земель і феодів від королівського домену часто критикувалося. Муленський едикт (1566 р.) проголошував, що королівський домен (визначений у другій статті як уся земля, що належала і контролювалась короною більш як десять років) не може бути відчужений, за винятком двох випадків: (1) шляхом передачі в управління (у випадку гострої фінансової потреби) з безстроковим правом зворотнього викупу цієї землі, і (2) передачі в апанаж, який повинен повернутися до корони у вихідному стані після вимирання чоловічої лінії первісного отримувача.
Традиційно очікувалося, що потреби корони фінансуються за рахунок доходів, отриманих від королівського домену, проте з часом збільшення фінансових потреб, особливо під час війн, змусила королів запровадити не лише у власному домені, але й на території всього королівства «виняткові» податки, такі як талья (став постійним податком у 1439 р.).

## Хронологія утворення королівського домену

### Дім Капета

#### Правління Гуго Капета
На початку правління Гуго Капета володіння корони були надзвичайно малим і складався здебільшого з розпорошених володінь у регіонах Іль-де-Франс і Орлеане (Сенліс, Пуассі, Орлеан), з кількома іншими ізольованими осередками, такими як Аттіньї. Ці землі переважно були спадщиною робертинів, прямих попередників капетингів.
- 988: Монтрей-сюр-Мер, перший порт, утримуваний Капетингами, придбаний завдяки шлюбу наслідного принца Роберта (майбутнього Роберта II Побожного) з Розалою, вдовою Арнульфа II Фландрського.

#### ПравлінняРоберта II
- 1016: набуття Бургундського герцогства. Король був племінником герцога Генріха Бургундського, який помер без спадкоємців.
- Роберт отримує графства Париж, Дре і Мелен і веде переговори про остаточне придбання (1055) частини Санса[4].

#### ПравлінняГенріха І

Французьке королівство в 1030 році. Королівський домен позначено блакитним кольором.

- 1034: король передає Бургундське герцогство своєму братові Роберту[5] (герцогство залишатиметься за його нащадками до 1361 року; див. Бургундський дім)
- 1055: анексія Санського графства.

#### ПравлінняФіліпа I
- 1068: придбання Гатіне та Шато-Ландона у Фулька IV, графа Анжуйського
- 1077: анексія французького Вексена
- 1081: придбання Море-сюр-Луан
- 1101: придбання Віконтства Бурж і сеньйорії Дан-сюр-Орон від Одо Арпіна Буржського

#### ПравлінняЛюдовика VI
- король витрачає більшу частину свого правління на заспокоєння та консолідацію королівського домену в протистоянні з окремими феодалами (володарями Монлері, Кусі, Пюізе, Кресі …)
- у Фулька, віконта Гатіне, Людовик придбав Море, Ле-Шатле-ан-Брі, Боесс, Євр-ле-Шатель і Шамбон.
- Інші доповнення до королівського домену включають: Монлері і Шатофор, Шеврез, Корбей, Мен-сюр-Луар, Шаторенар і Сен-Бріссон[6].

#### ПравлінняЛюдовика VII

Французьке королівство в 1030 році. Королівський домен позначено темно синім кольором.

- 1137: одруження Людовіка з Алієнор Аквітанської, герцогинею Аквітанською та Гасконською та графинею Пуатевінською. Цим шлюбом Людовик сподівається приєднати більшу частину Південно-Західної Франції до королівського домену.
- 1137: Людовик віддає Дре своєму братові Роберту[5].
- 1151: розлучення Людовіка VII та Алієонор Аквітанської, яка в 1152 році вийшла заміж за Генріха Плантагенета, графа Анжуйського, графа Мен і герцога Нормандського, який став у 1154 році королем Англії. Землі Алієнор переходять до Генріха в її посаг.
- 1160: дає норманський Вексен своїй доньці Маргарет як посаг[6]. Пізніше Маргарет змушена відмовитися від свого приданого.

#### ПравлінняФіліпа II Августа
- 1184: надано Монтаржі.[7]

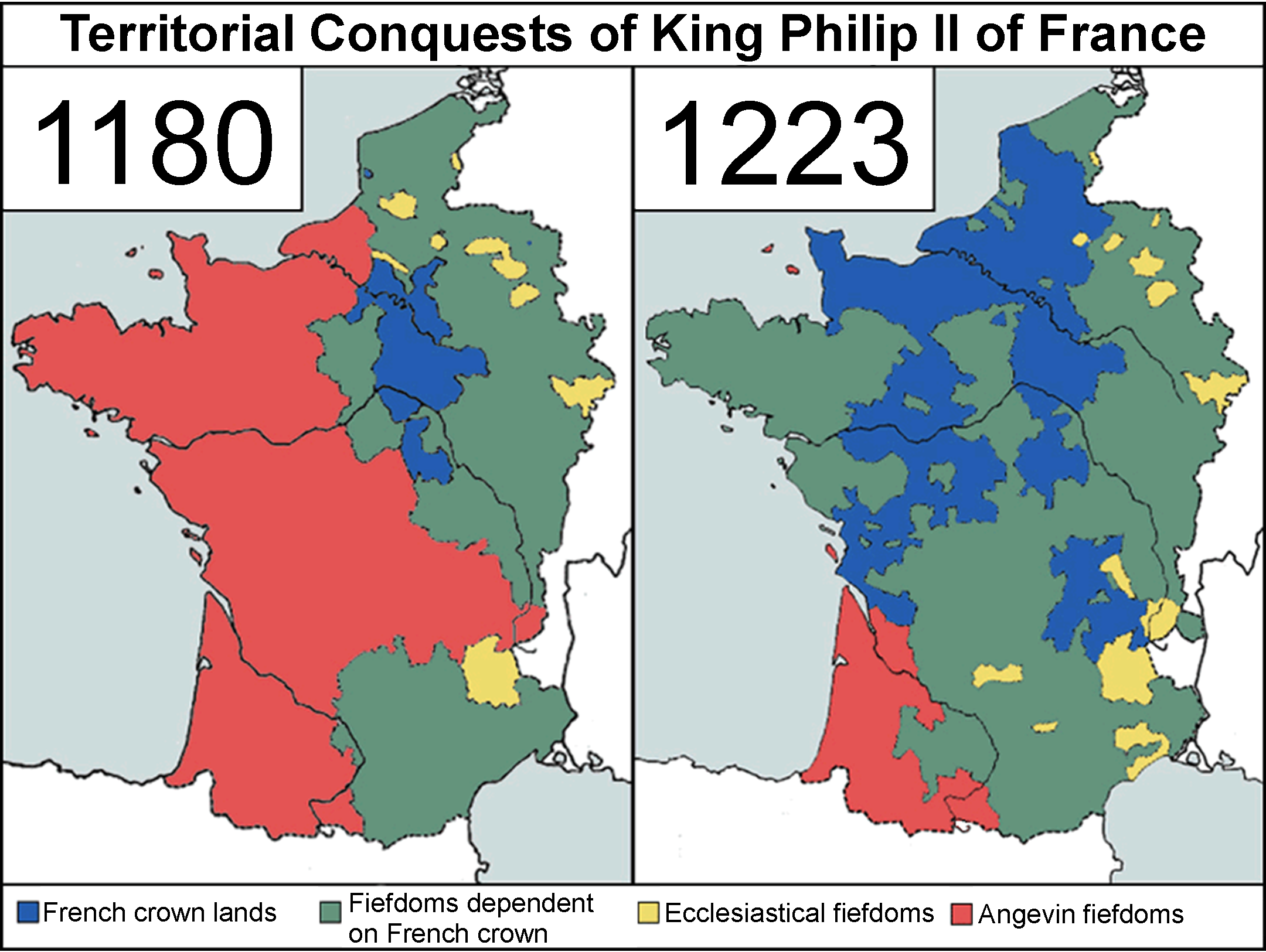
Королівський домен (синім) на момент коронації Філіпа Августа (1180) і під час його смерті (1223).

- 1185: за договором у Бове, отримує Ам'єн і Мондідьє, Руа, Шуазі-о-Бак і Туротт і права на спадщину Вермандуа і Валуа[7].
- 1187: захоплює Турне у єпископа[7].
- конфіскують замки Мелан, Жізор та інші[7].
- 1191: після смерті Філіпа Фландрського, графство Артуа (посаг королеви Ізабелли Еноської), передана принцу Людовику. Ці території не будуть інтегровані в королівський домен до 1223 року, коли принц став королем Людовиком VIII[7].
- 1191: графство Вермандуа придбане королем після смерті Елізабет де Вермандуа, спадкоємиці графства. Підтверджено в 1213 році Елеонорою де Вермандуа, сестрою Єлизавети. Філіп також отримує Валуа.
- 1200: нормандський Вексен анексований
- 1200 графство Евре та Ісуден були анексовані в обмін на визнання королем Іоанна Безземельного королем Англії[7].
- 1204: конфіскація Нормандського герцогства, Турені, Анжу, Сентонж і, тимчасово, Пуату у англійського короля Іоанна Безземельного.
- 1208: Ла Ферте-Масе конфісковано у Гійома IV Ферте-Масе
- 1220: Алансонське графство возз'єднано з королівським доменом через відсутність спадкоємця чоловічої статі графа Роберта IV (графство продано віконтесою Шательро).

#### ПравлінняЛюдовика VIII
- 1223: Філіп Юрепель, зведений брат короля, отримав у апанаж Булонське (Булонь-сюр-Мер) і Клермонське (Клермон-ен-Бове) графства, а також феоди Домфронт, Мортен і Омаль.
- Пуату, Сентонж, Ангумуа, Перигор і частина Борделе були конфісковані у короля Англії.
- після Альбігойського хрестового походу (1209—1229) проти катарів і графа Тулузького, король анексував Тулузьке графство, спадкоємиця якого, Жанна Тулузька, вийшла заміж за сина короля Альфонса у 1237 році.
- 1225: у своєму заповіті Людовик передає апанажи Артуа та спадщину своєї матері своєму другому синові Роберту; Пуату і Овернь своєму третьому синові Альфонсу; а Анжу і Мен — його четвертому синові Жану (через смерть Жана ці володіння дістануться сьомому синові Людовика, Карлу, що стане Карлом Анжуйським)[8].

#### ПравлінняЛюдовика IX
- 1229: Раймонд VII, граф Тулузький, передає королю сенешальства Нім-Бокер і Без'є-Каркассон (Паризький договір (1229))
- 1237: король підтверджує надання в апанаж графства Артуа своєму братові Роберту I Артуа.
- 1241: король підтверджує надання в апанаж Пуату своєму братові Альфонсо.
- 1249: Альфонс, граф Пуату, за правом своєї дружини став наступником Раймона VII Тулузкого.
- 1255: графство Бомон-ле-Роже викуповується у Рауля Меланського.
- 1258: король відмовляється від Руссійона та Каталонії ; в обмін на це король Арагону відмовляється від Провансу та Лангедоку (Корбейльська угода)
- 1259: придбано сеньйорії Домфрон і Тінчебре.
- 1259: король передає королю Англії Генріху III Аквітанське герцогство, а також обіцяє йому Сентонж, Шаранту та Агену в разі смерті без спадкоємця графа Тулузи Альфонса Пуатьє (Паризький договір, 1259).
- 1268 король передає графство Алансон і Перш своєму синові П'єру.
- король надає як апанаж графство Валуа своєму синові Жану Трістану та Клермон-ан-Бовезі своєму синові Роберту.[8]

#### ПравлінняФіліпа III
- 1271: повернення апанажу Альфонсо — Тулузького, Пуатевінського та Овернського графств та Комта-Венесен до королівського домену
- 1274: придбання Немурського графства.
- 1274: король поступається половиною Комта-Венесен папі Григорію X
- 1283: Перш і графство Алансон успадковуються від брата короля П'єра I Алансонського.
- 1284: придбання графства Шартр.
- король надає апанаж Валуа своєму другому синові Карлу та Бомон-ан-Уаз своєму третьому синові Луї.[5]

#### Правління Філіпа IV та його синів
- 1284: одруження Філіпа Вродливого, майбутнього короля Франції, з королевою Жанною I Наваррською, графинею Шампані. Шампанське графство знову об'єднується з королівським доменом (офіційно в 1361 р.)
- 1285—1295: купівля графства Гін у графа Арнульда III, якому потрібні були гроші для викупу.
- 1286: придбання графства Шартр у Жанни де Блуа-Шатійон, вдови її дядька П'єра
- 1292: Остревант
- 1295: король відмовляється від частини графства Гвін.
- оскільки вони повернулися до корони, Філіп IV надає апанаж Алансону, Шартру та Першу своєму братові Шарлю та Евре своєму братові Луї. Одружившись, Шарль також отримує Мен і Анжу. Своїм синам Філіп передає апанажи Пуатьє Філіпу, а Ла-Марш і Ангулем — Карлу[5].
- 1308: купівля графства Ангулем, Фужер і Лузіньян у Іоланди Лузіньянської
- 1313: Конфіскація Турне, яка, однак, є землею, що належить Імперії, у Марії де Мортань.
- 1322: графство Бігор включено до королівського домену після коронації короля Карла IV, який утримував його від своєї матері Жанни I Наваррської

### Дім Валуа

#### ПравлінняФіліпа VI Валуа
- апанажі нового короля (Валуа, Анжу, Мен, Шартр і Алансон) возз'єднані з королівським доменом.
- 1336: завоювання графства Понтьє, переданого королю Англії в 1360 році.
- 1343—1349: Дофіне продано Французькому королівству дофіном В'єнуа
- 1349: купівля за 120 000 екю для Французького королівства сеньйорії Монпельє у Хайме III, позбавленого власності короля Майорки.

#### ПравлінняІоанна II
- 1350—1360: після смерті Рауля II Брієнського, графа Гіна і коннетабля Франції (обезголовленого за державну зраду), графство Гіне конфіскували. За Бретіньйським договором він буде переданий англійцям.
- 1360: за договором у Бретіньї Аквітанія (1/3 королівства) передається королю Англії, щоб домогтися звільнення французького короля, полоненого після битви при Пуатьє (1356).
- 1360: Іоанн I отримує Беррійське герцогство в апанаж. Він також став графом Пуатевінським (1357—1416), Маконським (бл. 1360—1372), Ангулемським і Сентонзьким (на початку 1372—1374) і графа Етамп (1399—1416). Після його смерті ці землі повертаються до королівського домену. Йому також надається Овернське герцогство.
- 1361: король передає Туренське герцогство в апанаж своєму синові Філіпу.
- 1361: король успішно претендує на Бургундське герцогство як спадкоємець за близькістю крові.

#### ПравлінняКарла V
- Завдяки Дю Геклену король відновлює контроль над Аквітанським герцогством.
- 27 травня 1364: місто Монтівільє відокремлюється від графства Лонгвіль і приєднується до королівського домену.
- 1364: Бургундське герцогство передане в апанаж Філіпу Сміливому, четвертому сину короля Іоанна Доброго.
- 1371: придбання Осерського графства.
- 1377: Дре повертається до королівського домену.

#### ПравлінняКарла VI

Королівський домен і апанажи на початку правління Карла VI.

- 1392: Орлеанське герцогство передається в апанаж Людовику I Валуа, брату короля. Він також стає графом Валуа (1386?), герцогом Туренським (1386), графом Блуасським (1397; графство продано Гі II, графом Блуа після смерті його єдиного сина), Ангулема (1404), Перигора, Дре і Суассона.
- 1416: апанаж герцогства Беррі повертається до королівського домену після смерті Іоанна Беррійського, дядька короля.
- 1416: король відтворює апанаж Беррі для свого сина Жана, який помер у 1417 році.
- 1417: король передає апанаж Беррі своєму синові Карлу VII Французькому.

#### ПравлінняКарла VII
- 1424: Туренське герцогство надано Арчібальду Дугласу, 4-му графу Дугласу, убитому пізніше того ж року у Вернейлі.
- 1434: Амбуаз конфіскований у Людовика Амбуазького (який змовився проти Жоржа де ла Тремуя, фаворита короля) і возз'єднаний з короною.
- 1453: після смерті Матьє де Фуа графство Коммінж включено до королівського домену

#### ПравлінняЛюдовика XI

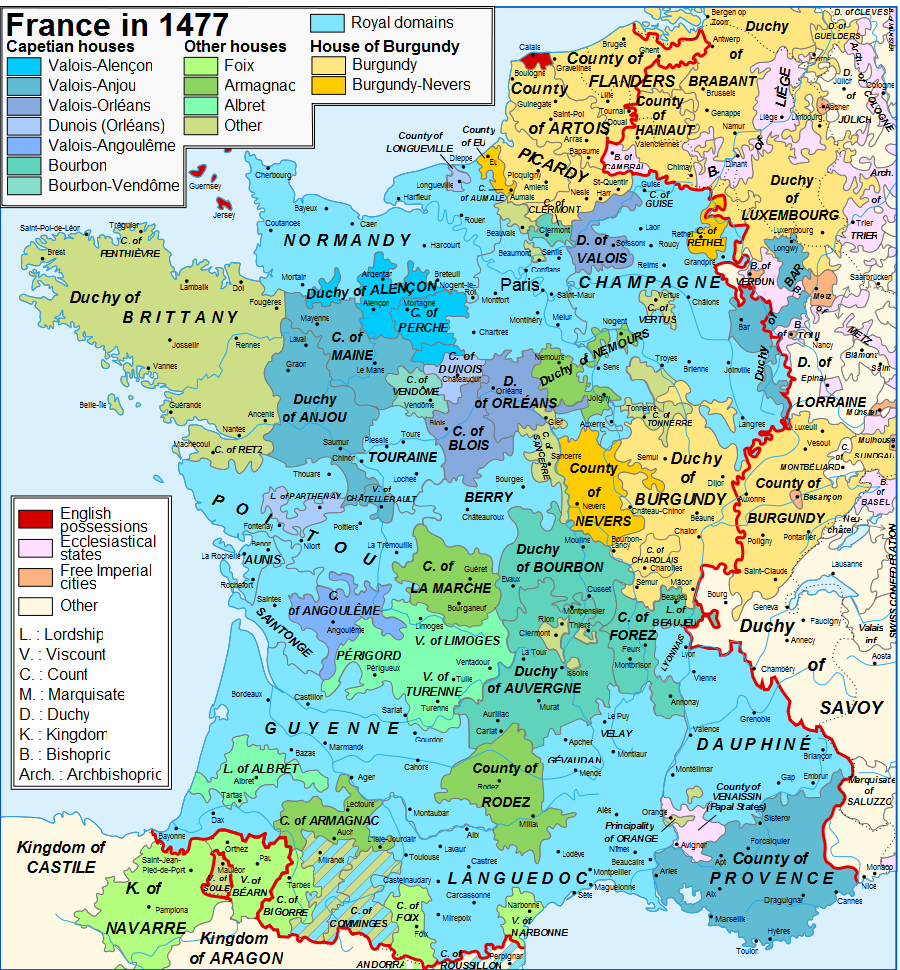
Карта Франції 1477 року

- 1461—1472: король передає Беррійське герцогство в апанаж своєму братові Карлу II. Незадоволений, Карл разом з іншими феодалами та дворянами приєднується до Ліги громадського блага. За Конфланським договором 1465 року Карл обмінює Беррі на Нормандське герцогство (1465—1469). У 1469 році Карл змушений обміняти Нормандію на Аквітанське герцогство (1486—1472).
- 1462: король відчужує графство Коммінж від королівського домену, віддаючи його Жану де Лескуну.
- 1477: графство Понтьє остаточно знову приєднано до королівського домену.
- 1478: Булонське графство придбано шляхом обміну.
- 1481: Карл IV, герцог Анжуйський, граф Мен, Гіз, Мортен і Жьєн, який змінив свого дядька Рене I Анжуйського на посаді герцога Анжуйського і графа Провансу і Форкальк'є, помирає, заповідаючи свої землі своєму двоюрідному брату Людовіку XI Французькому.
- 1482: за Аррасським договором герцогство Бургундія та Пікардія знову приєднані до домену.
- 1482: придбання графства Шательро.

#### ПравлінняКарла VIII
- 1483: сеньйорії Шатель-сюр-Мозель і Бенвіль були відібрані у Барського герцогства.
- 1491: одруження короля з герцогинею Анною Бретонської поклало початок персональній унії Бретанського герцогства і королівства.

#### ПравлінняЛюдовика XII
- 1498: коронація нового короля повертає його апанаж Валуа (відчужений у 1386?) і Орлеан (відчужений у 1392) назад до королівського домену, а Блуаське графство вперше інтегроване до королівського домену.
- 1498: другий шлюб короля з герцогинею Анною Бретаньською продовжує особисту унію Бретані з королівством, яка була перервана, коли Анна, будучи вдовою, заявила про незалежність Бретані.
- 1498: після смерті Оде з Ейді графство Коммінж (відчужене в 1462) повертається до корони.
- 1499: король передає герцогство Беррі своїй колишній дружині Жанні Французькій.
- 1504—1512: герцогство Немур повертається до королівського домену. У 1507 році він був переданий Гастону з Фуа, але повернутий після його смерті в 1512 році.

#### ПравлінняФранциска I
- 1515: Немур передається Джуліано ді Лоренцо Медічі. У 1524 році герцогство переходить до матері Франциска, Луїзи Савойської, і залишатиметься в Савойському домі до 1659 року.
- 1531: конфісковано володіння опального Карла III, герцога Бурбонського: Бурбонне, Овернь, графства Монпансьє, Клермон, Мерсер і Форез.

З часів правління Франциска I поняття «королівський домен» починає збігатися з Французьким королівством взагалі; однак апанаж дому Бурбонів залишається відчуженим.
- 1532: приєднання Бретанського герцогства до Франції, спадок Клавдії I, дочки Анни Бретанської. Дофін стає герцогом Бретані, але помирає, перш ніж зійти на трон Франції.

#### ПравлінняГенріха II
- 1547: вперше титул герцога Бретані та короля Франції носить один і той самий нащадок за чоловічою ознакою. Це знаменує останній крок у персональній унії Бретані з Францією.
- 1548: Герцогство Шательро передане Джеймсу Гамільтону, 2-му графу Аррану.
- 1558: Відвоювання Францією та включення Кале до складу земель Корони під керівництвом Генріха II, що поклало кінець 150-річному правлінню Англії.

### Дім Капетингів

#### Правління Генріха IV
- 1589: Генріх III Наваррський стає королем Франції Генріхом IV, змінивши свого двоюрідного брата Генріха III після його вбивства. Після вступу на престол Наварри та Франції Генріх правив великою територією, включаючи апанажи сюзерена короля Франції, такі як графство Суассон, герцогства Алансон, Вандом, Бомон, Віконтство Лімож, графство Перигор, графство Родез, герцогство Альбре, графства Ломань, Марсан, Габардан і Турсан, а також графства Фезенсак, Катр-Валле, Горе, Арманьяк, Фуа і Бігор.
- 1589: Наваррське королівство (Нижня Наварра і князівство Беарн) залишається незалежним, але в особистій унії з Францією.

#### ПравлінняЛюдовика XIII
- 1620: король очолює армію над Беарном і видає едикт у По, що включає королівство Наварра та Беарн до корони Франції. Відтоді, хоча деякі прерогативи та назва зберігалися, Наваррське королівство (Basse Navarre) з Беарном більше не було суверенним.